# ザ・ファンドマネージャー
『ザ・ファンドマネージャー』は、周良貨原作、岩田やすてる作画の日本の漫画。『スーパージャンプ』（集英社）にて2005年より2006年まで連載。

## あらすじ
主人公・沢村竜之介は外資系投信会社レッドフォックス投信を経て、K'sパートナー投信に転職したFM（ファンドマネージャー）。様々な出会いを通して、【株】とは、そして、【幸せ】とは何かを考える。

## 登場人物
沢村竜之介（さわむら りゅうのすけ）
愛称「リュウ」。北国大卒業。無名の証券会社から外資系投信会社レッドフォックス投信を経て、K'sパートナー投信に就職。最初の会社にいた頃は、カリスマFM（ファンドマネージャー）と呼ばれていた。いつも飄々としているが、物事の本質を見抜く力や動物的危機察知能力は高い。株に関連しての理不尽な圧力には徹底的に反抗し、また、古くからの友人も助けたりしている。「数字のプロではなく、人間のプロを目指す。」が信条。吉永と太一の教育係。
吉永亜里砂（よしなが ありさ）
レッドフォックス投信運用部初の新卒採用者。入社試験の際、お題が中国経済の展望を出された時に、他の応募者がパソコンや資料に目を通していた時に、一人だけ目の前に置かれていた中国製のラジオを分解した。いつも元気溌剌としているが、空回りする事もある。また、食べ物の誘惑に弱い。K'sパートナーに移籍した際、インターンシップで来ていた学生の鈴木太一の教育を（半ば強制的に）沢村から任される。また、太一との銘柄勝負では裏に隠された真実を見抜き、勝利した。
陣内拓也（じんない たくや）
業界最大手野川證券出身。沢村とはライバル関係だが、時には協力する事もある。。「データと数値が全て」が信条。銘柄選定のプレゼン会議では毎回独特なステップを踏んでから、プレゼンをする。
京神紳一郎（きょうじん しんいちろう）
元レッドフォックス投信運用部部長。独立し、沢村・陣内・吉永・大迫・日下・山田を引き連れK'sパートナー投信投資顧問株式会社を設立した。誰に対しても敬語を話す人格者。
大迫光男（おおさこ みつお）
元レッドフォックス投信運用部副部長。禿頭で肥満体。後にK'sパートナーに移籍。京神の片腕的存在。沢村に吉永や太一の教育係を任命した。
日下恭子（くさか きょうこ）
ホワイトタイガー投信から移籍。カリスマ女性ファンドマネージャー。
山田太郎（やまだ たろう）
元プラチナ投信アナリスト。眼鏡をかけている肥満体。
三浦真吾（みうら　しんご）
愛称「シンゴ」。官邸詰めの東都大卒業。ジャパンテレビの政治部記者。ネットコムズがジャパンテレビに買収を仕掛けた時は、愛社精神からネットコムズを批判するゲリラ番組を放送した。
吉田義隆（よしだ よしたか）
愛称「ヨシ」。慶徳大中退。在学中に両親が離婚し、現在は母方の姓である「稲垣」を名乗っている。株式会社ネットコムズ代表取締役社長。ポータルサイトを運営している。鮫島のシャークファンドと組んでジャパンテレビを買収しようとするも、沢村（リュウ）や三浦（シンゴ）に阻止され、最後は会社をオンラインゲームアプリ製作会社のネットゲームキング社に売却し、そこの技術部門の統括を任される。
鮫島力（さめじま ちから）
シャークファンド運営。「金儲け第一主義」が信条。ネットコムズと組んでジャパンテレビを買収しようとしたり、竹上総合電器と組んでワイドデンキを買収しようとした。沢村と同じ会社に勤めていた時に、担当していたアインターネット関連の会社が倒産し、会社に大損害を与え、結果的に追放された事から「金儲け第一主義」が信条となった。目的達成のためには手段を選ばない、怜悧冷徹な性格。